# 小船翼
小船 翼（こぶね つばさ、2006年6月20日 - ）は、神奈川県海老名市出身のプロ野球選手（投手・育成選手）。右投右打。広島東洋カープ所属。

## 経歴

### プロ入り前
5歳から地元神奈川県海老名市の海老名サンダースで投手として野球を始め、海老名市立柏ケ谷小学校を通じて在籍、小学5年時には既に身長が170cmあったという。海老名市立柏ケ谷中学校在学時には海老名シニアでプレーし、中学卒業時に身長は192cmに達していたが、右肘の剥離骨折などの影響もあり四番手投手に甘んじ、中学時代は目立った成績は無かった。
高校は静岡県の知徳高等学校に進学し硬式野球部に所属。1年夏からベンチ入りし、1年秋からエースピッチャーとして登板、チームは静岡県大会で4位。2年夏は県大会2回戦敗退。2年秋は県大会初戦(2回戦)敗退。高校入学時の球速は120km/h台であったが、2年春には最速142km/h、2年秋には最速150km/hに届きプロから注目される存在に成長。3年春の県大会では、小澤怜史が日大三島高時代の2015年に記録した、静岡県内高校公式戦歴代最速タイとなる152km/hの球速を記録した。3年夏の県大会には日米7球団のスカウトが視察に訪れたが、初戦となった2回戦では打球が顔に直撃し、口を計7針縫うアクシデントや、3回戦後は熱中症にかかるなどの不運があり、4回戦では制球の乱調も重なり5回4失点で降板、チームは敗退した。
その後プロ志望届を提出、2024年ドラフト会議にて広島東洋カープより育成1位の指名を受け、知徳高において在学中にNPB球団より入団指名を受けた初めての選手となった。担当スカウトは松本有史。同年11月20日に支度金319万円、年俸250万円で仮契約を結んだ（金額は推定）。背番号は123。

## 選手としての特徴
高身長から放たれる角度のある最速152km/hの直球を軸に、縦のスライダーとフォークの変化球を持つ。
目標とするプロ野球投手にダルビッシュ有、対戦したい打者に坂本勇人を挙げている。
担当の松本有史スカウトによると、本心では支配下指名にこぎつけたかったが体幹がまだ弱かったことと、ドラフト時の支配下選手枠の関係で育成指名になったという。

## 人物
高校時代の恩師、初鹿文彦監督は駒澤大学野球部出身で、新井貴浩広島監督の1年先輩にあたる。その縁で初鹿監督より新井監督の人柄を聞いており、小船自身はドラフト前から広島入団のイメージを持っていたという。

## 詳細情報

### 背番号
- 123（2025年[11] - ）